# Lista orașelor din Mali

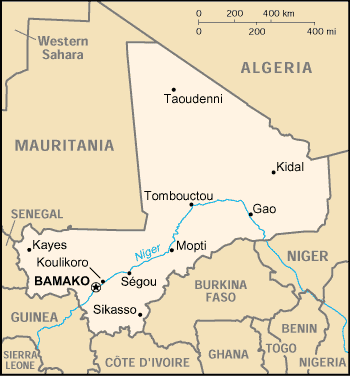
Harta statului Mali

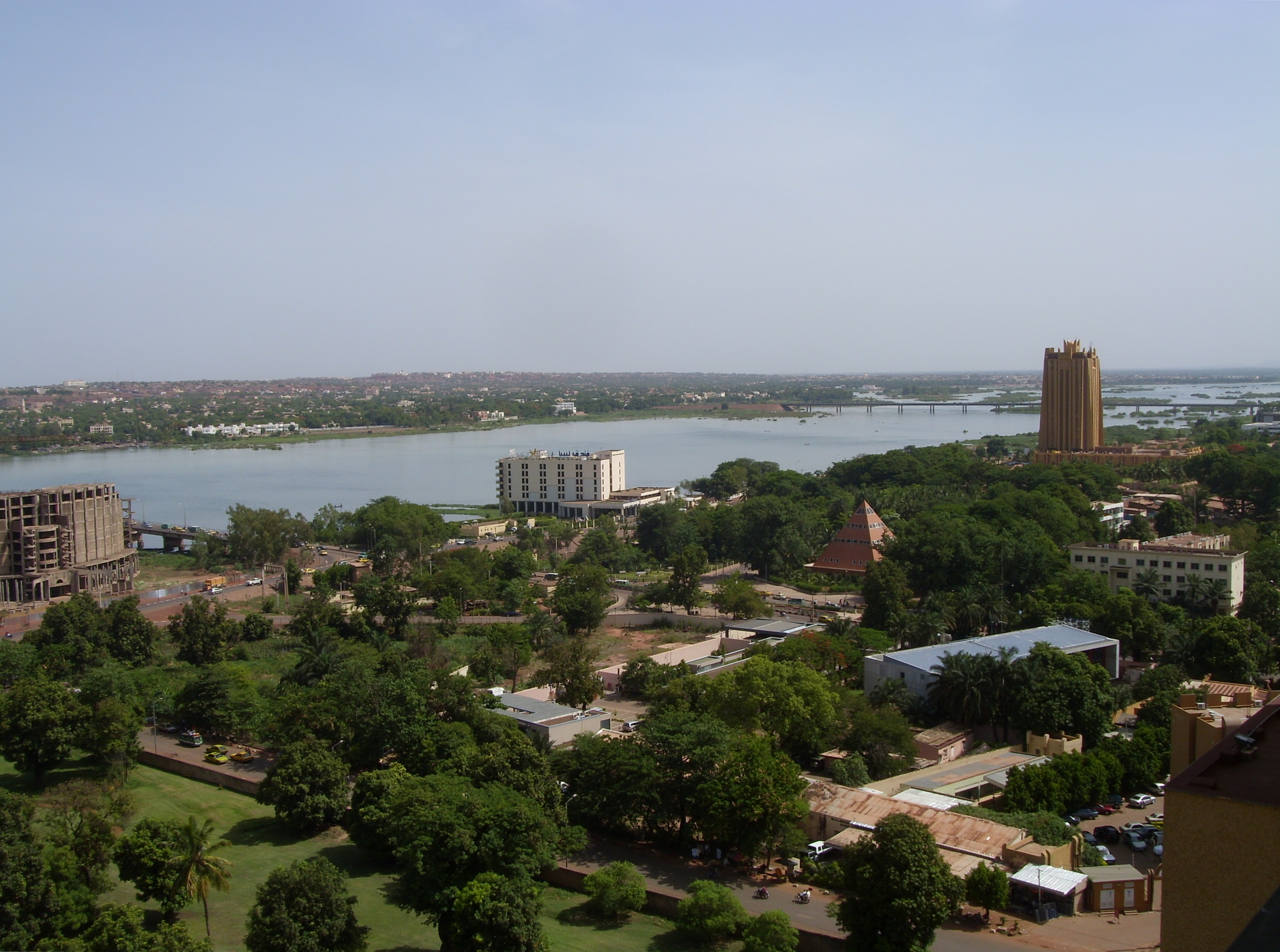
Bamako, capitala și cel mai mare oraș al Maliului

Aceasta este o listă a orașelor din Mali.
- Aguel'hoc
- Araouane
- Azawad
- Bafoulabé
- Bamako - capitală
- Bamba
- Banamba
- Banani
- Bandiagara
- Bankass
- Barouéli
- Bla
- Bougouni
- Bourem
- Djeli
- Djenné (Jenne)
- Essouk
- Fana
- Gao
- Gargando
- Gossi
- Hombori
- Kadiolo
- Kati
- Kayes
- Kéniéba
- Kidal
- Kita
- Kolokani
- Koniakari
- Koulikoro
- Koumantou
- Koutiala
- Markala
- Mopti
- Nara
- Niena
- Niono
- Nioro du Sahel
- Sadiola
- San
- Sanga
- Ségou
- Sikasso
- Sitakili
- Taghaza
- Taoudenni
- Tessalit
- Timbuktu (Tombouctou)
- Tominian
- Yanfolila
- Yélimané
- Yorosso